# Uralmasch
Uralmasch (früher Uralmaschsawod, russisch Уральский Машиностроительный Завод Uralski Maschinostroitelny Sawod, deutsch Ural-Maschinenbaufabrik; heute Уральский Завод Тяжелого Машиностроения Uralski Sawod Tjaschelowo Maschinostrojennija, abgekürzt USTM, deutsch Ural-Schwermaschinenfabrik, auch Uralmaschplant) ist ein russisches Unternehmen des Schwermaschinenbaus in Jekaterinburg mit weiteren Produktionskapazitäten in Orsk.

## Geschichte und Produkte

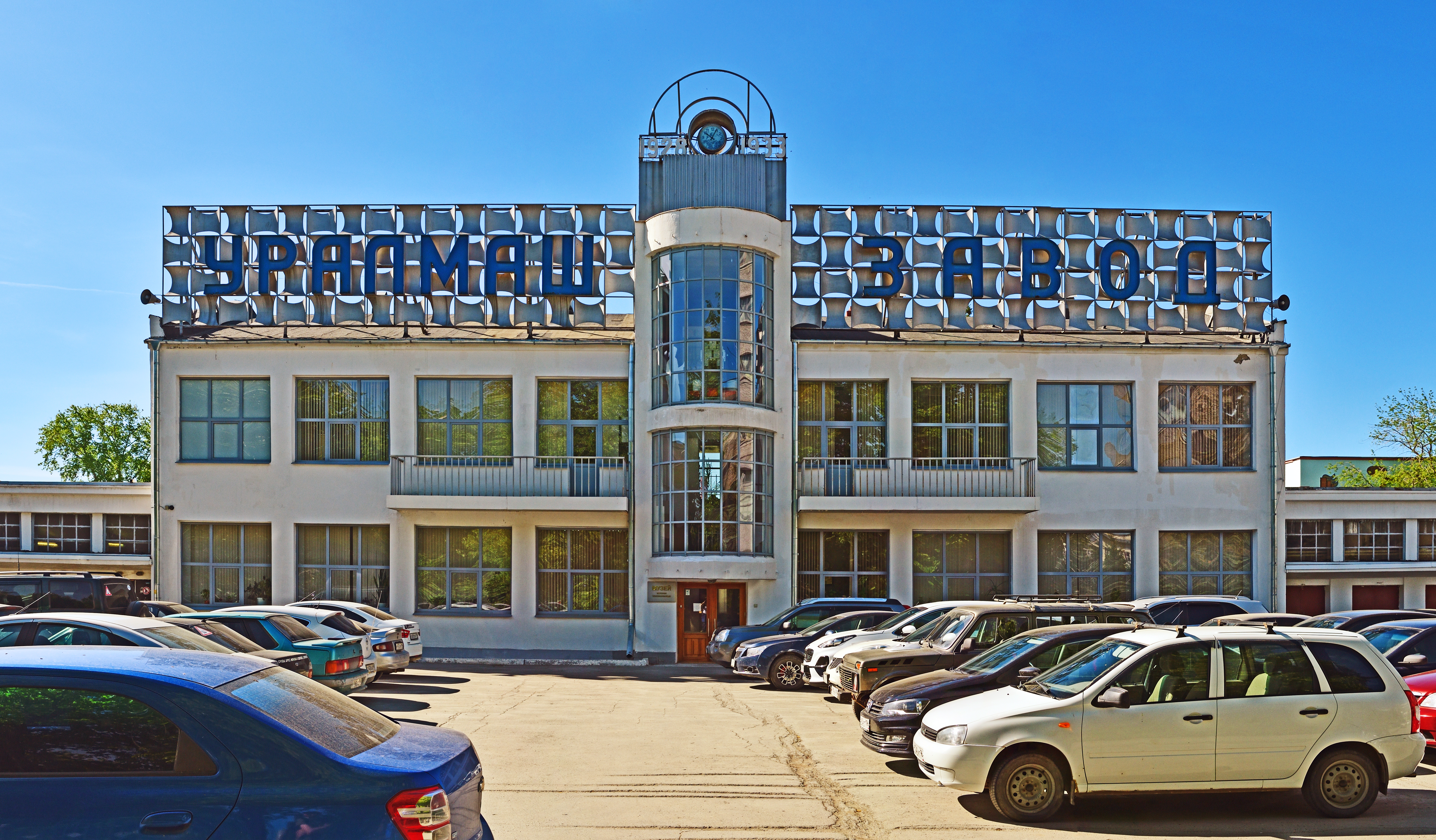
Eingangstor von Uralmasch in Jekaterinburg (Baudenkmal, Zustand 2019)

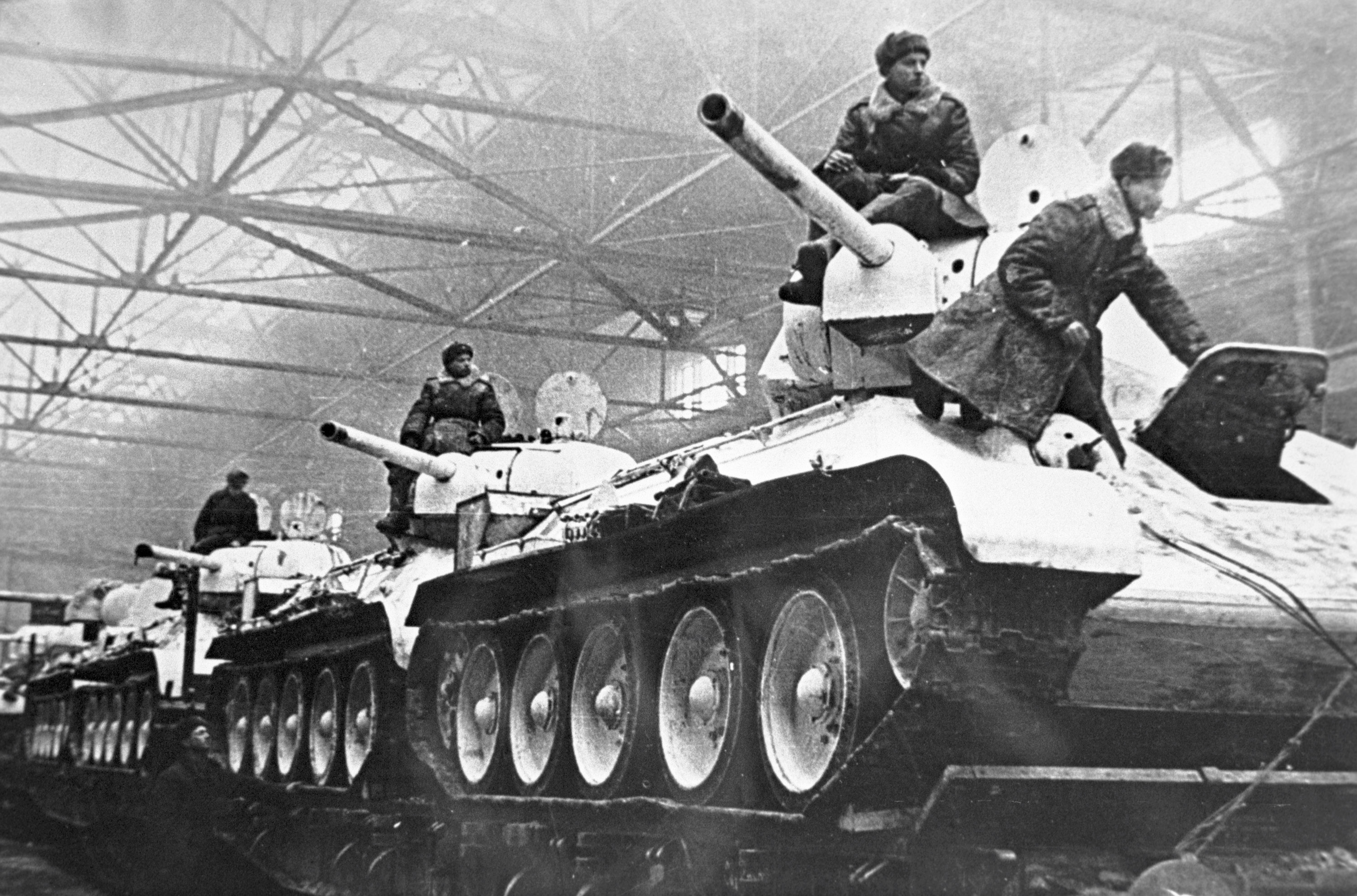
T-34-Panzer von Uralmasch (1942)

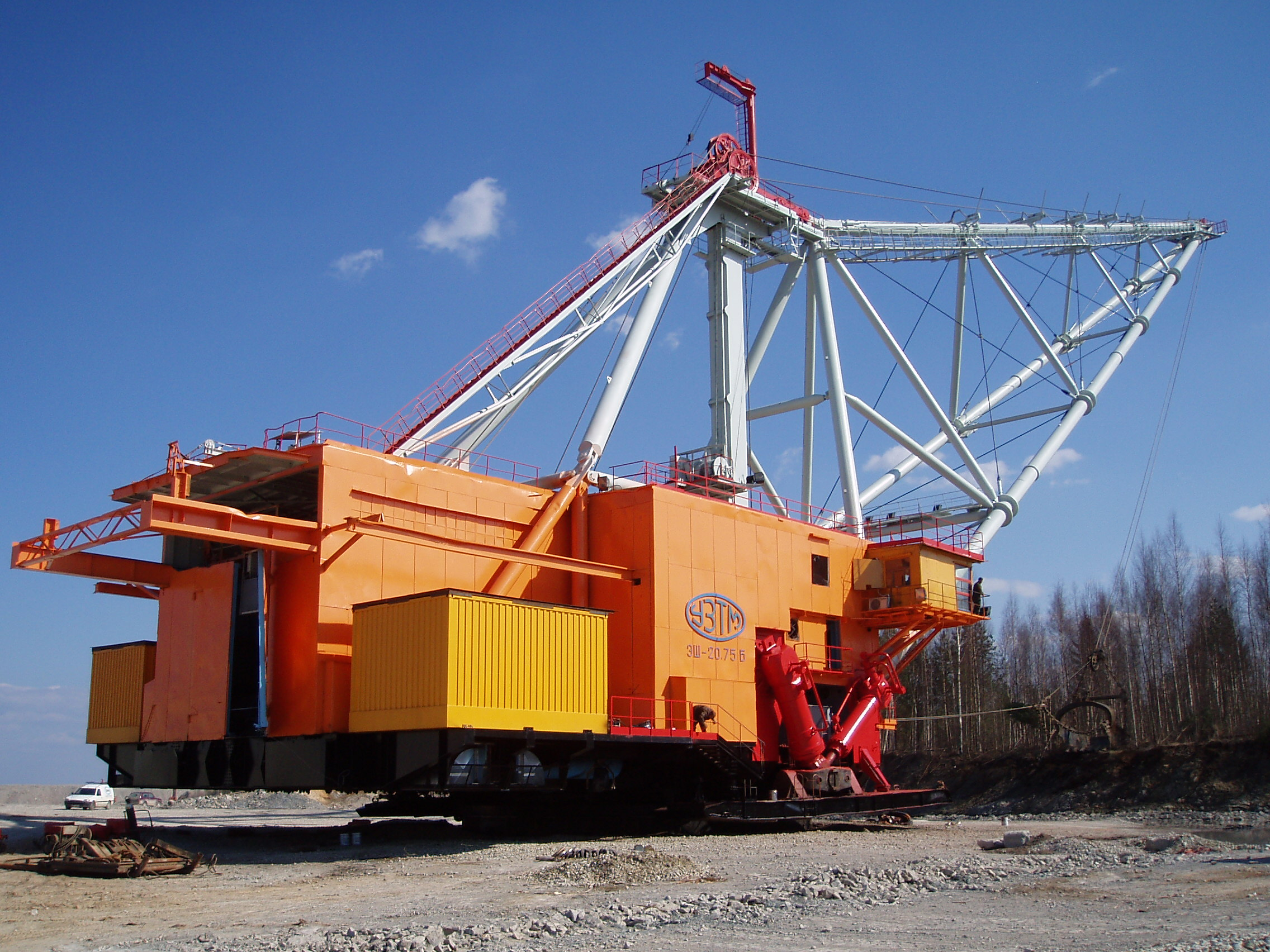
Schürfkübelbagger von Uralmasch im Ölschiefer-Tagebau bei Narva in Estland

Uralmasch wurde im Zuge des 1. sowjetischen Fünfjahresplans 1928–1933 als ein wichtiger Baustein der Stalinschen Industrialisierungspolitik an einem damals schon seit 200 Jahren bestehenden Standort der Metallindustrie in Swerdlowsk (heute wieder Jekaterinburg) errichtet. Das Werk ging 1933 in Betrieb und stellt seither Ausrüstungen für die Eisen- und Stahlindustrie (vor allem für Gießereien und Walzwerke) sowie für Bergwerke her. Zudem wurden Brecher und Bagger für den Einsatz in Steinbrüchen produziert. Während des Zweiten Weltkrieges konzentrierte sich die Fertigung ausschließlich auf Rüstungsgüter. So wurden hier 30.000 Geschütze und 5.500 Panzer und Selbstfahrlafetten gebaut, u. a. der T-34, der SU-100 und der SU-122 sowie die Haubitze M-30.
Nach dem Krieg spezialisierte sich Uralmasch auf die Herstellung großer Bergbaumaschinen, u. a. auf Großbagger für den Tagebau (wie etwa die Baureihe EKG), Gesteinsbrecher und -mühlen, später auch auf Stranggussanlagen und Öl- und Gasbohreinrichtungen einschließlich der Offshore-Technik für die Ölförderung im Kaspischen Meer. Auch die Anlage für die Rekord-Tiefbohrung von 12,3 Kilometern auf der Halbinsel Kola von 1970 bis 1989, bei der 45.000 Gesteinsproben entnommen wurden, lieferte Uralmasch.
Nach der Sowjetzeit, in der das Unternehmen zeitweise bis zu 16.500 Menschen beschäftigte, wurde Uralmasch in eine Aktiengesellschaft umgewandelt und die Belegschaft stark reduziert. 1996 wurde Uralmasch mit dem Petersburger Unternehmen für Kraftwerks- und Kernenergietechnik Izhora verschmolzen (Uralmasch-Izhora) und in den damit größten russischen Maschinenbaukonzern OMS (OMZ) eingegliedert. 2005 ging das Bohranlagengeschäft mit dem Entwicklungsteam an die Integra-Gruppe. Um 2010 wurde das Geschäft mit Bohrgerät im Zuge der Sanierung durch den Gazprom-Konzern wieder aufgenommen. Die Uralmasch-Aktien wurden 2015 von einem geschlossenen Investmentfonds der Gazprombank übernommen, wodurch die Bergbau-, Öl- und Gasfördertechnik wieder vom Kraftwerksbau getrennt wurde. Heute beschäftigt das Unternehmen etwa 6.000 Mitarbeiter. Tochterunternehmen sind auch im Dienstleistungsbereich tätig.

## Sonstiges
Auch der Wohnbezirk um das ausgedehnte Unternehmen heißt Uralmasch. Die teils im konstruktivistischen Stil errichtete Wohnstadt, die an die Stelle von Hunderten Barackenunterkünften trat, sowie das Gebäude der Werksleitung und das Handelshaus entstanden 1929 bis 1935, seit 1932 teilweise unter maßgeblicher Beteiligung des Bauhaus-Schülers Béla Scheffler, der mit der Bauhaus-Brigade von Hannes Meyer in die Sowjetunion gegangen war. In der Nähe liegt auch die Metrostation Uralmasch. Der in der Bauphase des Unternehmens 1930 gegründete Betriebsfußballclub Uralmaschstroj (bzw. später Uralmaschsawod und Uralmasch Swerdlowsk) heißt heute FK Ural Jekaterinburg.